# 大首

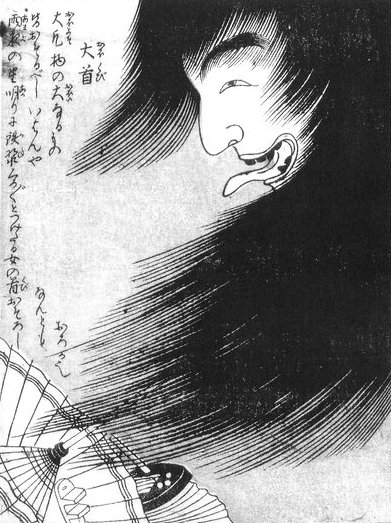
鳥山石燕『今昔畫圖續百鬼』「大首」

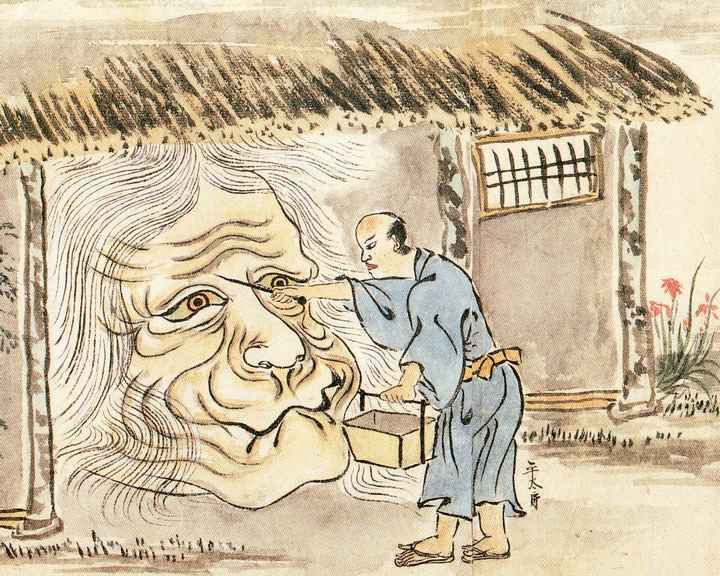
『稻亭物怪錄』「大首之怪」

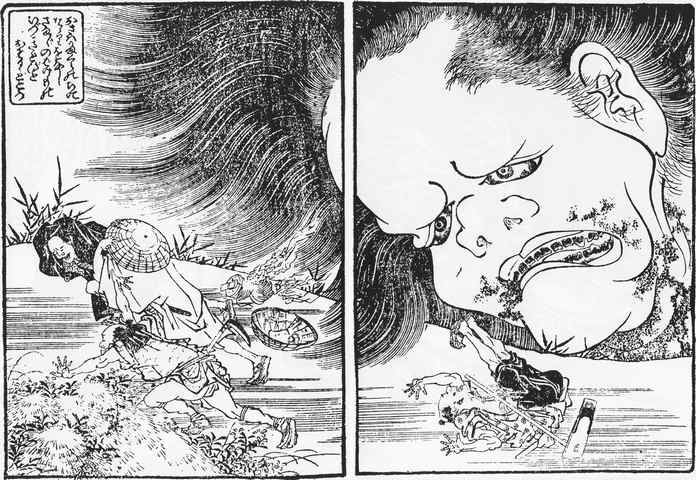
葛飾北齋畫『近世怪談霜夜星』中登場的大首

大首（おおくび）是日本的妖怪，其形像幾乎都是巨大的御齒黑的女性頭顱，因此據說其為人類的怨靈或執念所化成之妖怪，但亦有狐狸變化之說。

## 概要
根據江戶時代鳥山石燕的妖怪畫集『今昔畫圖續百鬼』，具有已婚婦女特徵的御齒黑的巨大女性頭顱出現在雨夜的空中。
江戶時代中期的妖怪物語『稻生物怪錄』的繪卷『稻亭物怪錄』中，以「大首之怪」為題，描繪打開儲藏室的門時，出現一張巨大老婦人的臉的怪異事件。當主人公・稻生平太郎用鐵筷戳她的臉時，她完全不動，且有很黏的觸感。山口縣岩國市的怪談集『岩邑怪談錄』的「古城之化物之事」中記載，某女子在名為御城山的山上，遇到一個一丈（約3公尺）高的女人頭顱，那個女人對她微笑。
文化時代的讀本『近世怪談霜夜星』有『四谷怪談』的原形之稱，其中描繪被陷害而死的女性怨靈，以巨大的大首之姿出現在鎌倉之地。

## 脚注
1. 1 2 3  村上 2000，第70頁
2. ↑  多田克己. . Truth In Fantasy IV. 新紀元社. 1990: 337. ISBN 978-4-915146-44-2.
3. ↑  杉本好伸編. . 国書刊行会. 2004: 211. ISBN 978-4-336-04635-2.
4. ↑  京極夏彦. 多田克己・久保田一洋 , 编. . 国書刊行会. 2004: 118. ISBN 978-4-336-04636-9.

## 關連項目
- 轆轤首